# Протоботропс
Протоботропс (Protobothrops) — рід отруйних змій родини гадюкових. Містить 15 видів.

## Опис
Загальна довжина представників цього роду коливається від 70 см до 1,5 м. Голова пласка, кутоподібна, краї сильно опуклі. Очі великі, зіниці вертикальні. Шиї чітко означена, передня частина тулуба тонка, поступово розширюючись до середини тіла. Хвіст помірної довжини. Забарвлення зелене, коричневе, оливкове з темними плямами або цятками.

## Спосіб життя
Полюбляють лісисту, гірську місцину, плантації. Активні вночі. Харчуються гризунами, земноводними, ящірками та птахами.
Це яйцекладні змії.

## Розповсюдження
Мешкають у південній, південно-східній та східній Азії.

## Види
- Protobothrops cornutus (Smith, 1930)
- Protobothrops dabieshanensis Huang, Pan, Han, Zhang, Hou, Yu, Zheng & Zhang, 2012
- Protobothrops elegans (Gray, 1849)
- Protobothrops flavoviridis (Hallowell, 1861)
- Protobothrops himalayanus Pan, Chettri, Yang, Jiang, Wang, Zhang & Vogel, 2013
- Protobothrops jerdonii (Günther, 1875)
- Protobothrops kaulbacki (Smith, 1940)
- Protobothrops kelomohy Sumontha, Vasaruchapong, Chomngam, Suntrarachun, Pawangkhanant, Sompan, Smits, Kunya, & Chanhome, 2020
- Protobothrops mangshanensis (Zhao, 1990)
- Protobothrops maolanensis Yang, Orlov & Wang, 2011
- Protobothrops mucrosquamatus (Cantor, 1839)
- Protobothrops sieversorum (Ziegler, Herrmann, David, Orlov & Pauwels, 2000)
- Protobothrops tokarensis (Nagai, 1928)
- Protobothrops trungkhanhensis Orlov, Ryabov & Nguyen, 2009
- Protobothrops xiangchengensis (Zhao, Jiang & Huang, 1979)